# Membranoproliferative Glomerulonephritis
Die membranoproliferative Glomerulonephritis (MPGN, mesangiokapilläre Glomerulonephritis, lobuläre Glomerulonephritis) ist eine seltene Erkrankung des Nierenkörperchens (Glomerulus). Die idiopathische Form (ohne bekannte Ursache) tritt am häufigsten in einem Alter zwischen 8 und 30 Jahren auf.

## Symptome
Symptome sind
- Auftreten von roten Blutkörperchen im Urin (Mikrohämaturie), die im Phasenkontrastmikroskop charakteristische Deformierungen (dysmorphe Erythrozyten, Akanthozyten) zeigen und Erythrozytenzylinder bilden können.
- Nachweis von Eiweiß im Urin (Proteinurie), die Eiweißausscheidung ist meist moderat und liegt unter 1,5 g/d
- Verläufe mit nephritischem Syndrom (Hämaturie, Bluthochdruck und Nierenfunktionseinschränkung) oder nephrotischem Syndrom (Proteinurie > 3,5 g/d, Wassereinlagerungen (Ödemen) und Fettstoffwechselstörung) sind möglich

## Diagnose
Die Diagnose wird durch feingewebliche (histologische) Untersuchung einer Gewebsprobe der Niere gestellt.
Bei Untersuchung im Lichtmikroskop findet sich:
- eine Verdickung der Basalmembran des Nierenkörperchens aufgrund der Einlagerung von Immunkomplexen,
- das Vordringen von Mesangiumzellen in den Spalt zwischen Basalmembran und Endothel,
- ein vermehrter Zellgehalt durch Proliferation von Mesangiumzellen und Einwandern von Monozyten aus dem Blutkreislauf.

### Einteilung
Anhand elektronenmikroskopischer Befunde können drei Typen unterschieden werden:

#### Membranoproliferative Glomerulonephritis Typ I
Beim Typ I finden sich Immunkomplexe in Mesangium sowie dem Spalt zwischen Endothel und Basalmembran, die zu einer Doppelkonturierung der Basalmembran führen (tram track sign, Straßenbahnschiene). Der Typ I ist die häufigste Form der membranoproliferativen Glomerulonephritis. Die Erkrankung kann ohne nachweisbare Ursache (idiopathisch) oder infolge von Erkrankungen auftreten, bei denen es zur Bildung zirkulierender Immunkomplexe kommt, die in der Niere abgelagert werden, z. B. Hepatitis C mit oder ohne Kryoglobulinämie, Systemischer Lupus erythematodes, chronische Hepatitis B, subakute bakterielle Endokarditis und infizierter ventrikuloatrialer Shunt.

#### Membranoproliferative Glomerulonephritis Typ II (Dense Deposit Disease)
Beim Typ II finden sich kontinuierliche bandförmige Ablagerungen innerhalb der Basalmembran von Nierenkörperchen (Glomeruli), ierenkanälchen (Tubuli) und Bowmann’scher Kapsel des Nierenkörperchen. In der Immunfluoreszenz-Mikroskopie ist in den Ablagerungen Komplementfaktor C3, nicht aber Immunglobulin nachzuweisen.

#### Membranoproliferative Glomerulonephritis Typ III
Beim Typ III finden sich wie beim Typ I Immunkomplexablagerungen zwischen Endothel und Basalmembran sowie eine Doppelkonturierung der Basalmembran. Zusätzlich sind Immundepots zwischen Basalmembran und Podozyten (wie bei der epimembranösen Glomerulonephritis) nachweisbar.